# Feredeni, Iași
Feredeni este un sat în comuna Deleni din județul Iași, Moldova, România. Este situată la aproximativ 10 km de orașul Hârlău, județul Iași.

## Istoric
Își are originile în a treia domnie a lui Petru Șchiopul (17 octombrie 1583 - 29 august 1591). Acest domnitor pune stăpân pe Hatmanul Andrei peste satul Feredeni din ținutul ocolului Hîrlăului în anul 1590. Acesta este anul de atestare. 

## Obiective turistice
La Feredeni se pot vizita: 
- Casele curții boierești „Krupenski” - construite în 1790
- Biserica „Adormirea Maicii Domnului” construită în 1791.